# Lovebugs
Lovebugs es una banda de britpop de procedente de Basilea (Suiza) creada en 1992. Representaron a Suiza en el Festival de la Canción de Eurovisión 2009 en Moscú con la canción The Highest Heights. Han grabado doce discos hasta la fecha. 

## Componentes
Adrian Sieber (solista),
Thomas Riechberger (guitarra),
Florian Senn (bajo),
Stefan Wagner (teclados y coros) y
Simon Ramseier (batería)

## Discografía

### Álbumes
- 1994: Fluff
- 1995: Tart
- 1996: Lovebugs
- 1997: Lovebugs (remix album)
- 1999: Live via satellite - the radio X-Session
- 2000: Transatlantic Flight
- 2001: Awaydays
- 2003: 13 Songs With A View
- 2005: Naked (Unplugged)
- 2006: In Every Waking Moment
- 2009: The Highest Heights
- 2009: Only Forever: The Best of Lovebugs
- 2012: Life is Today

### Sencillos
- 1994: Take Me As I Am
- 1995: Slumber
- 1996: Starving
- 1996: Fantastic
- 1996: Marilyn
- 1996: Whirpool
- 1996: Fingers And Thumbs
- 1998: Angel Heart
- 1999: Under My Skin
- 2000: Bitter Moon
- 2000: Wall Of Sound
- 2001: Music Makes My World Go Round
- 2001: Coffee And Cigarettes
- 2002: Flavour Of The Day
- 2003: A Love Like Tides
- 2003: '72
- 2005: Everybody Knows I Love You (unplugged)
- 2005: When I See You Smile (unplugged)
- 2005: A Love Like Tides (unplugged)
- 2006: The Key
- 2006: Avalon (con Lene Marlin)
- 2006: Listen To The Silence
- 2006: Back To Life
- 2009: 21st Century Man
- 2009: The Highest Heights
- 2009: Shine